# 曲沃站
曲沃站是一个侯月线上的铁路车站，位于山西省曲沃县安居乡，建于1969年，目前为四等站，邮政编码为043404。目前客运：办理旅客乘降；行李、包裹托运；不办理货运营业。